# Mazara del Vallo vasútállomás
Mazara del Vallo vasútállomás egy vasútállomás Olaszországban, Szicília régióban, Trapani megyében, Mazara del Vallo településen. Forgalma alapján az olasz vasútállomás-kategóriák közül az ezüst kategóriába tartozik.

## Vasútvonalak
Az állomást az alábbi vasútvonalak érintik:
- Alcamo Diramazione–Castelvetrano–Trapani railway